# 긴코가시반디쿠트
긴코가시반디쿠트(Echymipera rufescens)는 반디쿠트과에 속하는 유대류의 일종이다. 인도네시아 그리고 파푸아뉴기니에서 발견된다. 자연 서식지는 아열대 또는 열대 기후 지역의 건조림이다.